# Agaricus ignobilis
Agaricus ignobilis är en svampart som beskrevs av Britzelm. 1890. Agaricus ignobilis ingår i släktet champinjoner och familjen Agaricaceae.   Inga underarter finns listade i Catalogue of Life.